# Anisomorpha
Az Anisomorpha a rovarok (Insecta) osztályának botsáskák (Phasmatodea) rendjébe, ezen belül a Pseudophasmatidae családjába tartozó nem.

## Előfordulásuk
Az Anisomorpha-fajok Közép-Amerikában, Dél-Amerika északi részén és az Amerikai Egyesült Államok délkeleti részén élnek. A szigetekre az ember telepítette be.

## Megjelenésük
A nőstények nagyobbak, mint a hímek. A legtöbb fajnak hiányzik a szárnya. A rovarok utótorának (metathorax) mirigyei olyan váladékot lövelnek ki, amely sérti a szemet, sőt ideiglenes vakságot is okozhat.

## Rendszerezés
A nembe az alábbi 4 faj tartozik:
- Anisomorpha buprestoides (Stoll, 1813) - típusfaj
- Anisomorpha clara Conle, Hennemann & Perez-Gelabert, 2006
- Anisomorpha ferruginea (Palisot de Beauvois, 1805)
- pöfögő botsáska (Anisomorpha paromalus) Westwood, 1859

### Fordítás
- Ez a szócikk részben vagy egészben  az   Anisomorpha című angol Wikipédia-szócikk fordításán alapul.  Az eredeti cikk szerkesztőit annak laptörténete sorolja fel. Ez a jelzés csupán a megfogalmazás eredetét és a szerzői jogokat jelzi, nem szolgál a cikkben szereplő információk forrásmegjelöléseként.